# Repúblicas marítimas

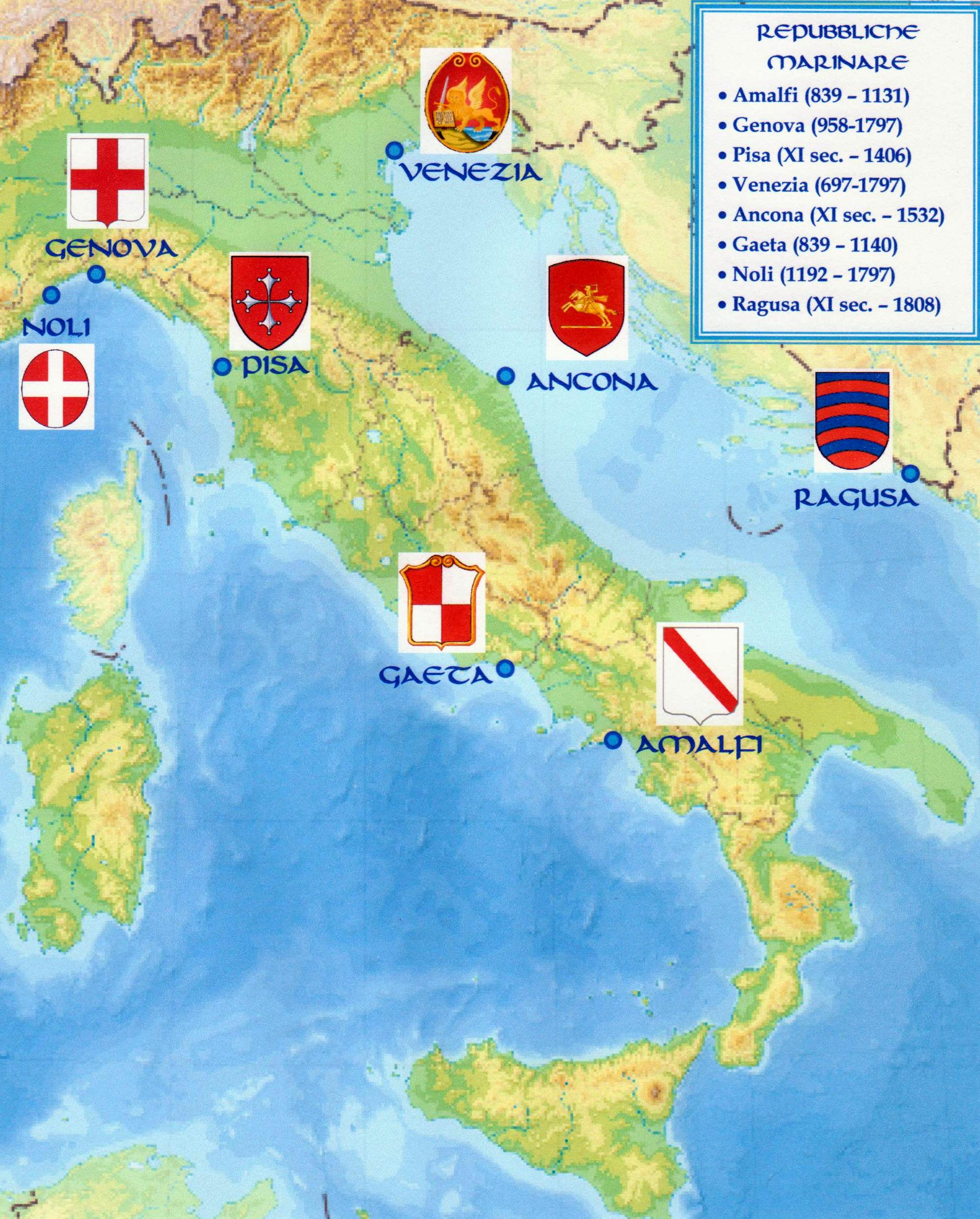
Mapa das repúblicas marítimas no século XI, em italiano (Venezia corresponde a Veneza e Genova, a Gênova).

Chamam-se repúblicas marítimas algumas cidades litorâneas da Itália que, entre o século X e o século XIII, tiveram grande prosperidade econômica graças a sua atividade comercial em um quadro de grande autonomia política. Geralmente, porém, a definição refere-se a quatro cidades italianas: Amalfi (então República de Amalfi), Pisa (então República de Pisa), Gênova (então República de Gênova) e Veneza (então República de Veneza).
Entre as outras cidades que tiveram independência (governo autônomo sob forma de república oligárquica, moeda, exército, participaram das cruzadas, possuíram uma frota naval, tinham diplomatas nos portos mediterrâneos), citam-se também Gaeta, Ancona (República de Ancona) e, na Dalmácia, Ragusa (então República de Ragusa, atual Dubrovnique).